# Premio Letra Capital
El Premio Letra Capital es un premio literario honorífico instituido en el año 2019 por la editorial independiente española MurciaLibro. Los galardonados, vinculados a la Región de Murcia por lazos biográficos o afectivos, son escritores de contrastado prestigio y una dilatada carrera consagrada al oficio de la escritura, o bien profesionales que han destacado especialmente en ámbitos colindantes, como la crítica, la docencia o la investigación. Reconocer, precisamente, esa trayectoria vital y profesional es el objetivo principal de este premio. En marzo de 2023, la gestión del Premio Letra Capital pasa a manos de una asociación cultural homónima cuya primera junta directiva está constituida por cinco miembros: el escritor Luis Leante; la poeta y profesora de la UMU, Rosario Guarino; la directora del Aula de Poesía de la Facultad de Letras de la UMU, Isabelle García Molina; la gestora cultural Mariángeles Ibernón; y el editor de MurciaLibro, Fran Serrano.  

## Galardonados
- Dionisia García (2019)
- María Teresa Cervantes (2021)
- José María Álvarez (2023)